# 水名
水名(すいめい、英語: hydronym)は、水域の固有名である。
hydronymの語源は、ギリシア語ὕδωρ(ラテン翻字: hydor:「水」) とὄνομα(ラテン翻字: onoma:「名前」)である。また水名学(すいめいがく、英語: hydronymy)は地名学(地名の分類学的研究)の一分野であって、水域の名前の研究であり、それらの名前の起源とそれらがどのように歴史を通じて移転されていくのかの研究である。水名には河川、湖沼、さらには海洋要素の名前を含む場合がある。
言語項目としての水名は、ほとんどの地名より保守的で変化しにくい。
ある土地に新たにやって来た人々は、しばしば、自分たちの言語で名付け直す(rename)より、既存の水名をそのまま維持しようとする。例えば、ドイツのライン川はドイツ語の名前でなくケルト語の名前である。アメリカ合衆国の川名ミシシッピ川(Mississippi)はフランス語や英語名ではなくアニシナーベ語(Anishinaabe)の名前である。小さな川のローカル名はそうでもないが、特に大河川の名前はよく保存される。
したがって、水名学は過去の文化的相互作用、人口移動、改宗または、より古い言語を再構築するためのツールとなりうる。例えば、歴史学教授ケネス・ジャクソン(エディンバラ大学)はアングロサクソンのイギリスへの侵入の物語と(侵入前の)土着文化の痕跡に適合するものに対して河川名のパターンを特定した。彼のブリテン島の地図はイギリスの居住地域を主要な3地域に分割していた。 東向きに流れている川の流域ではブリテン名(British name)は最大の川に限定してしか残っておらず、サクソン人居住地域では古くから、かつ濃密にブリテン名が残っていた。第3の地域である中央高地(highland spine)ではブリテン名は最小の小川にさえ残っている。
多くの場合、所与の水域は、その岸に沿って住んでいる異なった人々によって与えられた、いくつかの完全に異なる名前を持つことになる。例えば、チベット文字：རྫ་ཆུ་; ワイリー方式：rDza chu; 蔵文拼音：Za quとタイ語: แม่น้ำโขง [mɛ̂ː náːm kʰǒːŋ]はそれぞれ、メコン川のチベット語名とタイ語名である。
様々な言語に由来する水名は、一つの共通の語源を共有している可能性がある 。例えば、 ドナウ川(Danube)、ドン川(Don)、ドニエストル川(Dniester)、ドニプロ川(Dnieper)とドネツ川(Donets)の名前はすべて「川」を表すスキタイ語（現代オセチア語 don「川の水」:を参照）を含んでいる。
地名が水名になる可能性がある。例えば、リフィー(Liffey)川は LipheまたはLifeと呼ばれる、流れている平野の名前から採られた。川自体はもともとRuirthechと呼ばれていた。珍しい例は Cam川である。それはもともと Granta川と呼ばれていたが、Grantebrycgeの町がケンブリッジ(Cambridge)になった時 、川の名前が地名に一致するように変更されたものである。